# Květa
Květa je ženské křestní jméno slovanského původu. Jedná se původně o domáckou verzi jména Květoslava, dnes již považovanou za samostatné jméno. Považuje se za českou obdobu latinského jména Flora.
V českém občanském kalendáři má svátek 20. června.

## Zahraniční varianty
- Cvetana – rusky, srbsky, chorvatsky
- Cvet(k)a – bulharsky, slovinsky, srbsky, chorvatsky
- Kveta – slovensky

## Statistické údaje
Následující tabulka uvádí četnost jména v ČR a pořadí mezi ženskými jmény ve srovnání dvou roků, pro které jsou dostupné údaje MV ČR – lze z ní tedy vysledovat trend v užívání tohoto jména:
| Rok       | Četnost    | Pořadí   |
| 1999      | 9460       | 89.      |
| 2002      | 9286       | 88.      |
| Porovnání | o 174 méně | o 1 lépe |

Změna procentního zastoupení tohoto jména mezi žijícími ženami v ČR (tj. procentní změna se započítáním celkového úbytku žen v ČR za sledované tři roky) je −1,1%.

## Nositelky jména Květa, Kveta
- Květa Eretová — česká šachová velmistryně
- Květa Fialová – česká herečka
- Květa Hanušová – česká herečka
- Květa Horská – česká herečka
- Květa Jeriová – česká běžkyně na lyžích (úředně Květoslava)
- Květa Marková – česká členka opozičního hnutí, signatářka Charty 77
- Květa Novotná— česká klavíristka a hudební pedagožka
- Květa Legátová (pseudonym) – česká spisovatelka
- Květa Pacovská – česká malířka, sochařka, ilustrátorka, grafička, typografka a pedagožka
- Květa Peschkeová – česká tenistka (úředně Květoslava)
- Květa Přibylová – česká režiséra, kameramanka a scenáristka
- Kveta Schubert – rakouská herečka
- Kveta Stražanová – slovenská herečka
- Květa Válová – česká malířka a výtvarnice
- Květa Zavřelová – česká vizážistka a maskérka